# Till the Next Goodbye
«Till the Next Goodbye» —en español: «Hasta el próximo adiós»— es una canción de la banda británica de rock The Rolling Stones, que aparece en su álbum It's Only Rock 'n' Roll de 1974.

## Composición
Acreditada a Mick Jagger y Keith Richards, la canción es una balada tradicional del período medio de los stones, con ligeras influencias de la música country. Abre con una guitarra acústica que conduce a la actuación de Jagger. La letra trata de "encuentros ilícitos entre dos amantes". El coro de la canción es notable ya que el título se alarga en la frase "Till the next time we say goodbye".
En su revisión de la canción, el crítico de Allmusic Bill Janovitz dice: "A mediados de los años 70, un cine de la calle 42 debía ser un lugar de reputación cuestionable y no uno para una cita romántica. La letra es inesperadamente compleja, el punto de vista de Jagger como narrador, le habla a la amante excusándose y con una conciencia culpable... En una línea del puente, Jagger logra transmitir empatía, culpabilidad y frustración.

## Grabación y legado
La grabación de «Till the Next Goodbye» comenzó en los estudios Musicland de Múnich en noviembre de 1973. Continuaron tiempo después en la casa de Jagger en Newbury con el uso del Rolling Stones Mobile Studio y terminó en Island Recording Studios en Londres. Jagger, Richards y Mick Taylor aportaron guitarras acústicas para la pieza. Taylor también toca la guitarra slide. Nicky Hopkins interpreta el piano de la canción. Bill Wyman toca el bajo, mientras que Charlie Watts la batería. Esta fue en la última canción que participó Mick Taylor como miembro de la banda.
Una canción pasada por alto del canon del trabajo de los stones, «Till the Next Goodbye» nunca se ha ejecutada en vivo por los Stones y no se incluye en ningún álbum recopilatorio.
La canción fue ensayada el 11 de febrero de 2014, en París, en preparación para la gira de The Rolling Stones 14 On Fire Asia Pacific Tour, que comenzó en Abu Dhabi el 21 de febrero de 2014. Asistió Mick Taylor como invitado especial.

## Personal
Acreditados:
- Mick Jagger: voz, guitarra acústica, coros
- Keith Richards: guitarra acústica, coros
- Mick Taylor: guitarra acústica, guitarra slide
- Bill Wyman: bajo
- Charlie Watts: batería
- Nicky Hopkins: piano